# 阿拉塔
阿拉塔（法語：Alata，法語發音：[alata]）是法国南科西嘉省的一个市镇，属于阿雅克肖区。

## 地理
阿拉塔（41°58'37"N, 8°44'35"E）面积30.37 平方千米，位于法国南科西嘉省，该省份位于科西嘉南部，后者为地中海西部的一座岛屿，也是法国的一个单一领土集体，位于法国大陆部分的东南面，意大利半島的西面，最临近的地块是撒丁岛。
与阿拉塔接壤的市镇（或旧市镇、城区）包括：阿雅克肖、阿法、阿皮耶托、维拉诺瓦。
阿拉塔的时区为UTC+01:00、UTC+02:00（夏令时）。

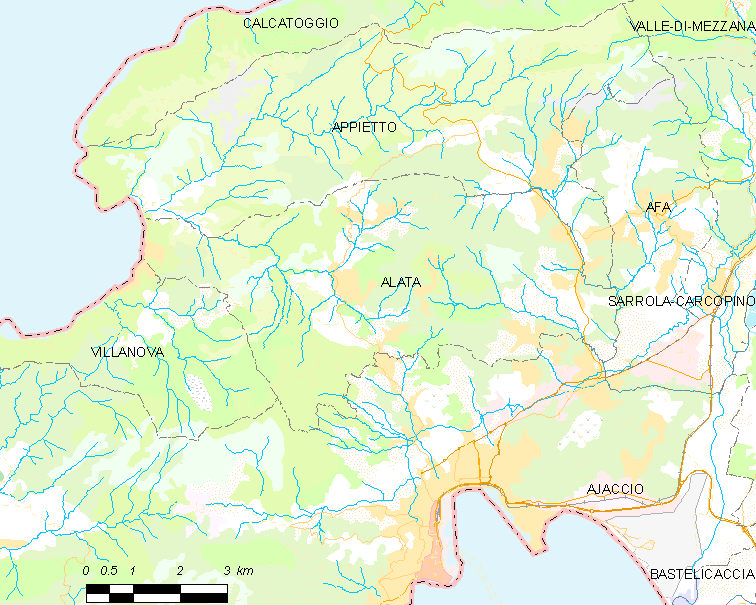
阿拉塔的OSM定位图

## 行政
阿拉塔的邮政编码为20167，INSEE市镇编码为2A006。

## 政治
阿拉塔所属的省级选区为阿雅克肖第五县。

## 人口

1962-2008年间阿拉塔人口变化图示

阿拉塔于2022年1月1日时的人口数量为3645人。